# La Cruz de Nacajuca
La Cruz de Nacajuca es una localidad del municipio de Nacajuca ubicado en la subregión centro del estado mexicano de Tabasco.

## Geografía
La localidad de La Cruz de Nacajuca se sitúa en las coordenadas geográficas 18°10′06″N 92°59′57″O / 18.168333, -92.999167, a una elevación de 8 metros sobre el nivel del mar.

## Demografía
Según el Conteo de Población y Vivienda 2020, efectuado por el Instituto Nacional de Estadística y Geografía, la localidad de La Cruz de Nacajuca tiene 722 habitantes, de los cuales 355 son del sexo masculino y 367 del sexo femenino. Su tasa de fecundidad es de 1.98 hijos por mujer y tiene 176 viviendas particulares habitadas.
| Gráfica de evolución demográfica de La Cruz de Nacajuca entre 1900 y 2020 |
|                                                                           |
| INEGI.                                                                    |